# Dahlerus

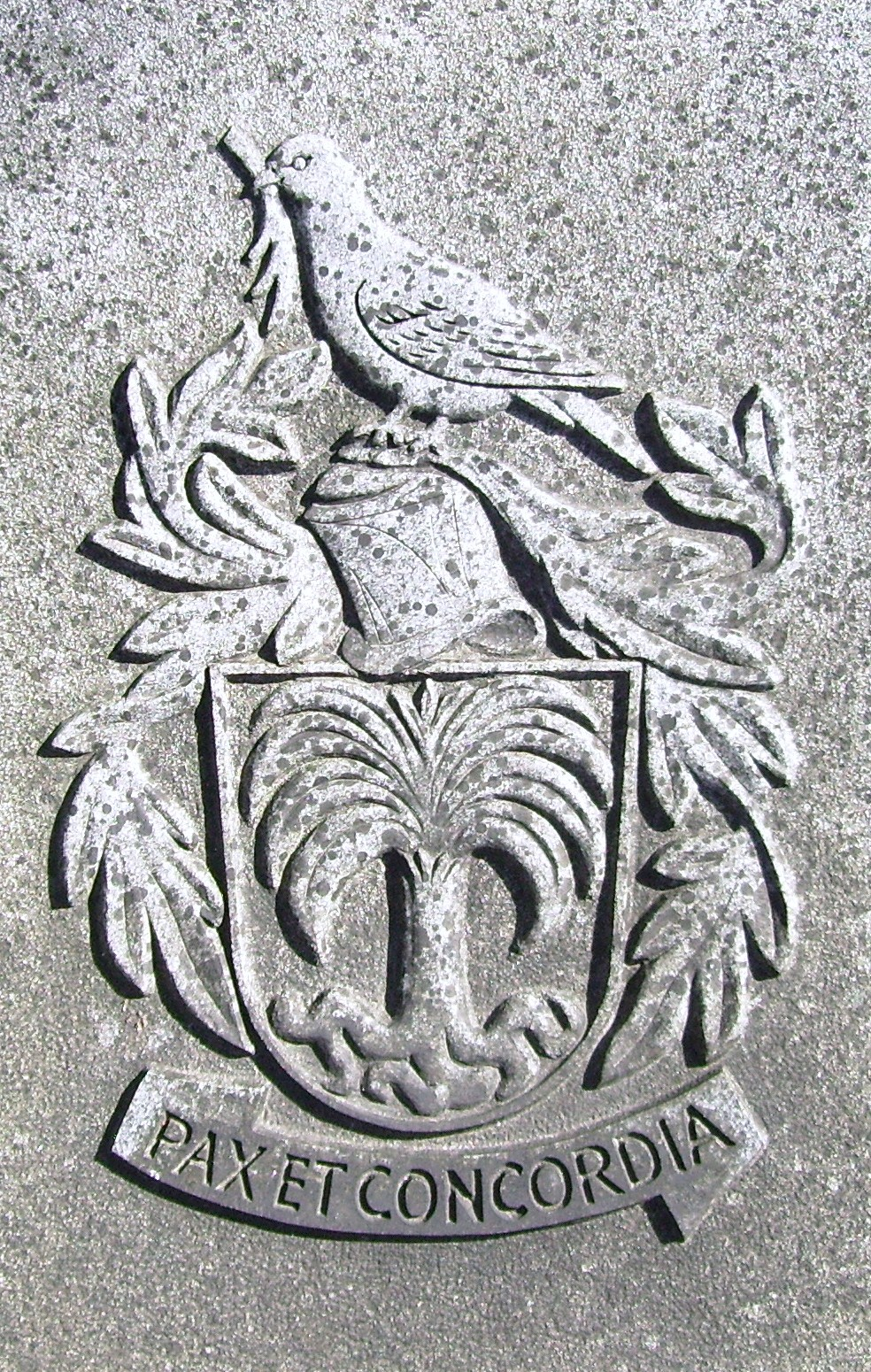
Pax et concordia, detalj på familjen Dahlerus gravvård på Lidingö församlings kyrkogård.

Dahlerus är en svensk släkt från Småland.
Äldste kände stamfadern är kyrkoherden Per Håkansson eller Petrus Haquini († 1662). Han kom från Systertorp i Kristdala socken i östra Småland. År 1626 blev han skolkollega i Kalmar, 1631 krigspräst och gick hädan som kyrkoherde i Smedby socken på Öland.
Hans son kyrkoherden Johan (1634-1694) antog namnet Dahlerus efter Kristdala socken. Många av hans ättlingar tillhörde under 1600- och 1700-talen ecklesiastikstaten i Kalmar län.

## Medlemmar
- Carl Gustaf Dahlerus (1857-1910), ingenjör
- Birger Dahlerus (1891-1957), ingenjör